# Seiji Kimoto
Seiji Kimoto (* 1937 in Osaka, Japan; † 27. April 2022 in Neunkirchen (Saar)) war ein japanisch-deutscher Künstler, der vor allem als Bildhauer und Kalligraph tätig war.

## Leben
Kimoto wuchs in Osaka, Japan auf und studierte dort Innenarchitektur und Zen-Malerei. Von 1961 bis 1967 arbeitete er als Innenarchitekt und besuchte anschließend das Goethe-Institut in Staufen im Breisgau, wo er 1967 seine spätere Frau Ursula kennen lernte. 1968 begann er ein Studium an der Kunsthochschule Saarbrücken bei Boris Kleint und begründete in dieser Zeit die Gruppe 7 mit. Seit 1971 arbeitete er als freischaffender Künstler und war Gründungsmitglied des Bundesverband Bildender Künstlerinnen und Künstler im Saarland. Er wohnte seit mehreren Jahren in Wiebelskirchen. 1985 war er Gründungsmitglied des Saarländischen Künstlerhauses. 1995 gewann er den 1. Preis in einem Wettbewerb zur Erstellung des Verkehrsmittelpunktes in Weiskirchen. 1999 wurde er für den Kunstpreis Robert Schuman der QuattroPole nominiert. Kimoto formulierte das Hauptziel seines Schaffens so: „Mein künstlerisches Anliegen ist das Bewusstmachen dessen, was Menschen einander antun können; vor allem, wenn die Menschenrechtsverletzung politisch legitimiert ist.“ Auf Grund dieser Einstellung widmete sich Kimoto vor allem der Gestaltung von Mahnmalen an Orten des Grauens. Er schuf aber auch meditative Tuschebilder und Kalligrafien, die er in dem Projekt „Raku Sho“ (Klingende Zeichen) in Zusammenarbeit mit einem Musiker auch hörbar machte.

## Öffentlicher Raum

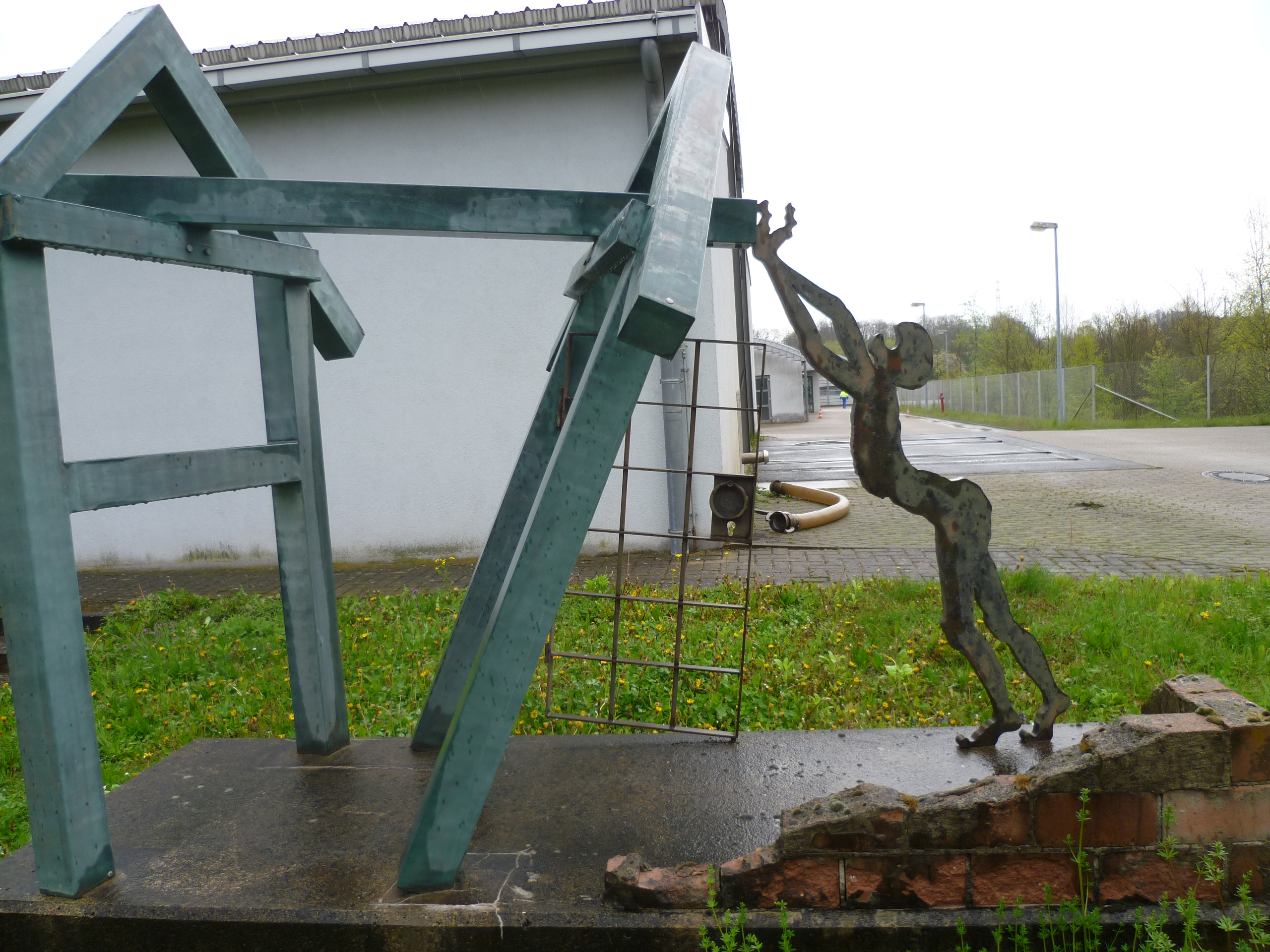
Mahnmal an der Kläranlage Sinnerthal

Einige Außeninstallationen beschäftigten sich mit dem Zweiten Weltkrieg. 1997 wurde im Hüttenpark in Neunkirchen ein Mahnmal für Zwangsarbeiter in Neunkirchen eröffnet. Eine zweite Installation befindet sich an der Kläranlage Sinnerthal. 2004 wurde sein Relief „Menschenmaterial“ an der Gedenkstätte Berlin-Hohenschönhausen eingeweiht, 2006 folgte eine Großplastik an der KZ-Gedenkstätte Mauthausen. 2009 übergab Kimoto die Installation „Orientierung“ an die Fachoberschule für Design in Saarbrücken. 2010 errichtete Kimoto die große Stahlplastik „Abwehr-Auslieferung“ in Saarbrücken an der Johanniskirche. 2011 übergab Kimoto eine Skulptur an die Alex-Deutsch-Stiftung. 2016 erfolgte die Übergabe der Installation „Sagt Nein“ an der Geschwister-Scholl-Schule in Blieskastel. 2019 wurde in Österreich die Installation „Unvergessen – Ungebrochen“ an der Gedenkstätte KZ Loibl der Öffentlichkeit übergeben.

## Ausstellungen
Kimotos erste Einzelausstellungen erfolgten 1972 in der Galerie Elitzer Saarbrücken und der Galerie Schneider-Sato in Karlsruhe. 1988 wurde Kimoto anlässlich der Eröffnung des Neunkircher Bürgerhauses eine Ausstellung gewidmet. Dies war der Beginn einer Ausstellungsreihe namens „anstösse“, die von Oberbürgermeister Peter Neuber initiiert wurde.
- 1973: Galerie Studio 68, Speyer
- 1974: Kunstkontor Blank, Marburg
- 1975: Kunstverein Gütersloh
- 1976: Rheinisch-Westfälische Auslandsgesellschaft, Dortmund / Asia-Haus, Saarbrücken / Galerie Faber, Fulda
- 1977: Kunsthaus Blank, Marburg
- 1980: Galerie Im Zwinger, St. Wendel / Kunsthaus Blank, Marburg / Asia-Haus, Frankfurt
- 1981: Galerie Vanille, Emmerich
- 1981/82: Evangelische Akademie, Bad Boll
- 1982: Galerie Spectrum, Frankfurt
- 1983: Rathaus Neunkirchen
- 1984: Rosengalerie, Bielefeld / Art Gallery, Luxemburg
- 1985: Galerie am Graben, Fulda / Hohaus-Museum, Lauterbach / Schlossgalerie, Bonn / Kunstwerkstatt Würzburg
- 1987: Landratsamt Wetzlar / Saarländisches Künstlerhaus, Saarbrücken
- 1988: Galerie im Bürgerhaus, Neunkirchen
- 1991: Saarländisches Künstlerhaus, Saarbrücken
- 1994: Galerie Simoncini, Luxemburg / Galerie 48, Saarbrücken / Bosener Mühle, Bosen
- 1995: Museum St. Wendel / Wohnkunst-Galerie, Karlsruhe / Galerie im Hof, St. Wendel / VSE Saarbrücken
- 1996: Galerie im Hof, St. Wendel
- 1997: Galerie Simoncini, Luxemburg / Galerie 48, Saarbrücken
- 1998: Galerie im Alten Schloss, Dillingen
- 1999: Galerie in der Alten Brauerei, St. Ingbert
- 2000: Galerie Rathaus Völklingen
- 2002: Rathaus-Galerie Saarwellingen
- 2003: Galerie Simoncini, Luxembourg / Gedenkstätte Berlin-Hohenschönhausen Berlin
- 2004: Kreuzgang Dominikanerkirche St. Blasius, Regensburg
- 2005: Robert-Schuman-Haus, Katholische Akademie Trier
- 2006: Galerie TU Kaiserslautern / KZ Mauthausen
- 2007: Retrospektive, Altes Schloss Dillingen / Rood MediArt, Luxemburg
- 2008: Drei Ansichten, Gewerblich-Technisches Bildungszentrum Saarbrücken
- 2009: Kalligrafie-Ausstellung VHS Kaiserslautern / Quer/SCHNITT, Saar-Pfalz-Park, Bexbach
- 2015: Centre européen du résistant déporté, Struthof (Gemeinschaftsausstellung)
- 2018: Städtische Galerie Neunkirchen

## Werke
- Bonsai Menschen. Queisser Verlagsgesellschaft, Lebach 1983. ISBN 3-921815-48-7,
- Halbe Wahrheit, ganze Lüge: Sätze & Gegensätze. Mit Michael Raus. mediArt, Luxemburg 2007, ISBN 978-2-9599749-0-8. (Kalligrafie)